# 極性変換
極性変換（きょくせいへんかん）とは、
1. 有機化学における用語で、あるシントンに対応する官能基を化学変換して、そのシントンとは逆の電荷を持つシントンとして用いることをいう。本記事で記述する。
2. 電気機器などにおいて電気信号や配線の極性をスイッチなどにより反転することをいう。

有機化学において極性転換（きょくせいてんかん）とは、あるシントンに対応する官能基を化学変換して、そのシントンとは逆の電荷を持つシントンとして用いることをいう。対応するドイツ語で Umpolung （ウンポルング）とも呼ばれる。
例えばハロゲン化アルキル（R−X: Xはハロゲン）は求電子試薬であるからアルキルカチオン (R+) の合成上の等価体（シントン）と考えられる。これをマグネシウムと反応させグリニャール試薬 (R−Mg-X) とすると、これは求核試薬であるからアルキルアニオン (R−) のシントンに変換されたことになる。このようにして、求核性を持つ官能基を求電子性を持つ官能基に、あるいは逆に求電子性を持つ官能基を求核性を持つ官能基に変換することを極性変換という。
極性変換は逆合成を行う際に重要な概念となる。例えば1,4-ジケトン (R−CO−CH2−CH2−CO−R') を逆合成すると、3-カルボニルカルボカチオン (R−CO−CH2−C+H2) とアシルアニオン (−CO−R') に切断できる。ここで3-カルボニルカルボカチオンのシントンとしてはα,β-不飽和カルボニル化合物がすぐにあげられる。しかしアシルアニオンについては、カルボニル基が求電子性を持つ官能基であるという性質と矛盾している。そのため一旦カルボニル基を保護し、さらにその保護基により極性変換を行う工夫が必要となる。そこでカルボニル基にシアノ基を付加させシアノヒドリンエーテルに変換したり、1,3-プロパンジチオールを付加させてジチアンへと変換する。ジチアンによる極性変換はイライアス・コーリー、ディーター・ゼーバッハらによって精力的に研究が進められた。
これらの保護基は塩基で処理することによりカルボアニオンを発生するので求核性を持ち、また元のカルボニル基に比較的容易に戻すことができるのでアシルアニオンのシントンと考えることができる。